# Scaumenacia
Scaumenacia (Syn.: Canadipterus) ist eine ausgestorbene Gattung der Lungenfische (Dipneusti) aus dem oberen Devon von Kanada.

## Merkmale
Scaumenacia erreichte eine Länge von 25 bis 35 Zentimeter. Der Körper war mit großen rundlichen Schuppen bedeckt. Seine Gestalt war mäßig lang gestreckt, etwas hochrückig und seitlich abgeflacht. Der Kopf war schmal, die Augen klein, die Schnauze zugespitzt. Die erste Rückenflosse war sehr niedrig, saumartig und begann am höchsten Punkt des Körpers. Die zweite Rückenflosse lag weit hinten und war breit und hoch. Die Schwanzflosse war heterocerk. Afterflosse, Bauch- und Brustflossen waren schmal, lang und zugespitzt. Die Afterflosse saß hinten direkt vor der Schwanzflosse.
Scaumenacia lebte im Süßwasser und ernährte sich fleischfressend (karnivor).